# Llengua literària
La llengua literària és la varietat lingüística utilitzada en l'escriptura de la llengua. Normalment es pot identificar amb el registre formal d'una llengua, i es contraposa a la varietat parlada o registre informal (o col·loquial), de la qual pot diferir sensiblement. En els casos en què la divergència entre la llengua literària i la llengua vernacla oral és més gran es pot parlar de diglòssia.
Un concepte relacionat és escriptura litúrgica, la qual és la llengua o varietat lingüística utilitzada en la litúrgia d'algunes religions.

## El català literari
Tot i que els primers documents escrits en català són del segle xii, es considera que el català literari s'origina en els segles xiii i xiv, principalment amb l'obra de Ramon Llull, considerat el forjador del català literari, ja que va crear els recursos lèxics i sintàctics necessaris per a utilitzar la llengua, que fins llavors era bàsicament només parlada, en el registre escrit culte. En aquest sentit, també van tenir un paper destacat les quatre grans cròniques, i en el segle xiv destaca el paper de la Cancelleria Reial, que amb la redacció dels documents administratius difonien un model de llengua a tot el territori de la corona. La tradició del model de llengua escrita es va perdent al llarg dels segles XVI, XVII i XVIII, a causa de l'ús del llatí per als usos acadèmics i erudits i per la progressiva imposició del castellà, inicialment pel prestigi a l'àmbit literari, i posteriorment per la persecució política del català als usos formals. De manera que al segle xix, quan la Renaixença recupera el català com a llengua de cultura, els escriptors van trobar-se el dilema d'establir quin era el model de llengua literària que havien de fer servir. La literatura d'aquest període vacil·la entre una llengua literària arcaïtzant que busca el model de segles enrere i els partidaris del "català que ara es parla", amb uns textos molt propers al parlar del carrer de la Barcelona vuitcentista, però plens de castellanismes. La solució d'aquest dilema va arribar amb Jacint Verdaguer, escriptor d'una sòlida formació en els clàssics, però que beu també en les arrels del seu català de la Plana de Vic, amb la qual cosa rescata el lèxic popular sense contaminació de barbarismes. La fixació del català literari modern, però, va ser principalment obra de Pompeu Fabra, el qual, des de l'Institut d'Estudis Catalans, va establir primer l'ortografia, la gramàtica i finalment el lèxic normatiu del català. Els escriptors (catalans, valencians, mallorquins, rossellonesos...) han estat els que han anat consolidant i difonent el català literari, començant pel noucentisme, que van ser els primers a usar i difondre el català tal com el va prescriure Fabra. Així el català literari modern no s'ha fixat a partir del model lingüístic d'una cort ni s'ha imposat des de l'oficialitat d'un Estat centralitzat, com seria el cas francès o espanyol. Tampoc no s'ha adoptat una variant dialectal com a llengua literària, com va succeir a Itàlia amb el toscà, sinó que la literatura catalana s'ha anat construint fins a l'actualitat respectant la riquesa dialectal.

## Altres llengües

### Anglès literari
En gran part de la història de la llengua anglesa, hi ha hagut una distinció entre una llengua literària elevada i una llengua col·loquial. Després de la conquesta normanda d'Anglaterra, el llatí i el francès van desplaçar l'anglès com a llengües literàries i de l'administració, i l'estàndard literari anglès no va emergir fins al final de l'edat mitjana. En aquesta època i al Renaixement, era freqüent la incorporació de llatinismes a l'anglès com a cultismes (fenomen conegut en anglès com a aureation) a fi de recuperar l'estatus de la llengua, cultismes que han esdevingut mots d'ús comú en l'actualitat. L'anglès modern ja no té la mateixa distinció entre registres literaris i col·loquials.
L'anglès ha estat utilitzat com a llengua literària en països que eren anteriorment part de l'Imperi Britànic, com el cas de l'Índia fins avui dia, Malàisia a principis del segle XX i Nigèria, on l'anglès es manté com a llengua oficial.

### Àrab
L'àrab estàndard modern és el registre literari i estàndard contemporani de l'àrab clàssic usat en l'escriptura a tots països de parla àrab i a qualsevol entitat amb l'àrab com a llengua oficial. Els estudiosos occidentals distingeixen dues varietats: l'àrab clàssic de l'Alcorà i la literatura de l'islam primerenc (segles VII a IX), i l'àrab estàndard modern, la llengua estàndard en ús avui. La llengua estàndard moderna es basa en la llengua clàssica, i la majoria d'àrabs consideren que les dues varietats són dos registres de la mateixa llengua. L'àrab literari o l'àrab clàssic és la llengua oficial de tots els països àrabs i és la forma única de l'àrab ensenyat a les escoles en totes les etapes.
La situació sociolingüística de l'àrab en temps moderns proporciona un exemple primordial del fenomen lingüístic de diglòssia—l'ús de dues varietats distintes de la mateixa llengua, normalment en contextos socials diferents. Els parlants d'àrab instruïts són capaços normalment de comunicar-se en situacions formals utilitzant l'àrab estàndard modern. Aquesta situació diglòssica facilita el canvi de codi en el qual parlant alterna entre les dues varietats de la llengua (culta i col·loquial), de vegades fins i tot dins de la mateixa frase. En els casos en què parlants àrabs altament instruïts de nacionalitats diferents s'involucren en una conversa, malgrat que trobin els seus dialectes mútuament inintel·ligibles (p. ex. un marroquí parlant amb un kuwaitià), són capaços de canviar de codi a l'àrab estàndard en benefici de la comunicació.

### Arameu
L'Arameu ha estat diglòssic en gran part de la seva història, amb molts estàndards literaris diferents servint com a llengües litúrgiques altes, incloent siríac, arameu palestí jueu, arameu babilònic jueu, arameu samarità i llengua mandea, mentre les llengües neoaramees vernacles servien com a llengua vernacla parlada pels pobles, com el neoarameu nord-oriental (neoarameu assiri, neoarameu de Bohtan, neoarameu caldeu, neoarameu hertevin, Koy Sanjaq Surat, Senaya), neoarameu occidental, neoarameu nord-oriental, neoarameu central (Mlahsô, Turoyo), neomandeu, hulaulá, lishana deni, lishanid noshan, lishán didán, neoarameu jueu betanure, i neoarameu jueu barzani.

### Armeni
L'armeni fou diglòssic en gran part de la seva història, amb l'armeni clàssic usat com a estàndard literari alt i com a llengua litúrgica, i els dialectes de l'armeni occidental i l'armeni oriental que servien com a llengua vernacla dels armenis. L'armeni oriental i l'armeni occidental amb el temps van ser estandarditzats amb les seves llengües literàries respectives.

### Bengalí
L'estàndard Bengalí té dues formes:
- Chôlitôbhasha, l'estàndard vernacle basat en la parla de l'elit de Calcuta
- Shadhubhasha, l'estàndard literari, el qual empra un vocabulari més sanscrititzat i sufixos i prefixos més llargs.

Grammaticalment, les dues formes són idèntiques, i els elements divergents, com les conjugacions verbals, es converteixen fàcilment d'una forma a l'altra. Tanmateix, el vocabulari és bastant diferent d'una forma a l'altra i ha de ser après per separat. Entre les obres de Rabindranath Tagore hi ha exemples d'ambdós estàndards: shadhubhasha (especialment entre les seves obres més primerenques) i chôlitôbhasha (especialment entre les seves obres més tardanes). L'himne nacional d'Índia va ser escrit originalment en la forma shadhubhasha de Bengalí.

### Xinès
El xinès literari, Wényánwén (文言文), "Escriptura Literària", és la forma del xinès escrit utilitzat des del final de la dinastia Han fins a principis del segle XX quan va ser reemplaçat pel Xinès vernacle escrit, o Baihua (白話) parlat segons la pronunciació del mandarí estàndard. El xinès literari s'anava diferenciant del Xinès clàssic a mesura que els dialectes de xina esdevenien més diferenciats i mentre la llengua escrita clàssica esdevenia menys representativa de la llengua parlada. Alhora, el xinès literari es basava en gran part en la llengua clàssica, i els escriptors manllevaven sovint llengua clàssica en les seves escriptures literàries. El xinès literari per això mostra una gran semblança amb el xinès clàssic, fins i tot encara que la semblança vagi disminuint amb els segles.
Iniciat a principis del segle xx, el xinès vernacle escrit ha esdevingut un estàndard per a l'escriptura xinesa, la qual s'alinea majoritàriament amb una forma estandarditzada del xinès mandarí, la qual cosa tanmateix significa que hi ha divergència entre el Xinès vernacle escrit i les altres variants xineses com el cantonès, la llengua de Xangai, la de Hokkien i la de Sichuan. Algunes d'aquestes variants tenen la seva forma literària pròpia però cap d'elles s'utilitza en el registre formal.

### Finès
La llengua finesa té una variant escrita, el finès literari, i una variant col·loquial, el finès parlat. Totes dues són considerades formes de la llengua estàndard i no-dialectals, i són utilitzades pertot al país. El finès escrit és una fusió conscientment creada de dialectes per l'ús com a llengua literària, el qual és ben rarament parlat, sent limitat a l'escriptura i als discursos oficials.

### Georgià
El Georgià té una forma litúrgica literària, el georgià antic, mentre que les varietats parlades són els dialectes del georgià i altres llengües kartvelianes relacionades com el Svanetià, el Mingrelià, i el laz.

### Alemany
L'alemany diferencia entre Hochdeutsch/Standarddeutsch (alemany Estàndard) i Umgangssprache (llengua col·loquial). Entre les diferències hi ha l'ús regular del cas de genitiu o el passat simple Präteritum en la llengua escrita. En alemany col·loquial les frases de genitiu ("des Tages") sovint es reemplacent amb una construcció de "von" + datiu objecte ("von dem Tag"). Així mateix el Präteritum ("ich ging") pot ser substituït amb el perfet ("ich galleda gegangen") en un cert grau. No obstant això, l'ús del Präteritum o del cas de genitiu no són totalment inusuals en llengua col·loquial, només bastant rar, tot i així també depenen del dialecte de la regió i/o del nivell d'educació del parlant. Les persones amb un grau de formació més alta utilitzen el genitiu més regularment en llengua col·loquial i l'ús de perfet en comptes de Präteritum és especialment comú al sud d'Alemanya, on el Präteritum és considerat una mica declamatori. L'alemany Konjunktiv I / II ("er habe" / "er hätte") també s'utilitzat més regularment de forma escrita i es reemplaça pel condicional ("er würde geben") en llengua col·loquial, tot i que en alguns dialectes alemanys del sud el Konjunktiv II és utilitzat més sovint. Generalment hi ha un continuum entre varietats més dialectals i varietats més estàndards en alemany, mentre l'alemany col·loquial no obstant això tendeix a usar més elements analítics a costa d'elements sintètics.

### Grec
Des de principis del segle xix fins a mitjan segle xx, es va utilitzar el Katharévussa, una forma de grec a mig camí entre el grec clàssic i el grec actual, per als àmbits formals, com els documents oficials, la literatura, etc.; mentre que el grec demòtic (Dhimotiki) o grec popular, era la llengua quotidiana. Això va crear una situació diglòssica, fins que el 1976 es va establir el grec demòtic com a llengua oficial.

### Italià
Quan es va produir la unificació d'Itàlia, el 1861, l'italià ja existia com a llengua literària, tot i que hi havia varietats lingüístiques diferents parlades per tota la Península italiana, que eren les llengües Romàniques que s'havien desenvolupat en cada regió, a causa de la fragmentació política d'Itàlia. Ara, l'italià és la llengua estàndard d'Itàlia.

### Japonès
Fins a finals de la dècada de 1940, la llengua literària preeminent dins Japó era el japonès clàssic (文語 "Bungo"), el qual es basa en la llengua parlada en període Heian (antic japonès tardà) i és diferent de la llengua japonesa contemporània pel que fa a la gramàtica i en part al vocabulari. Encara és usada per historiadors, estudiosos de la literatura i advocats (moltes lleis japoneses que van sobreviure Segona Guerra Mundial encara estan escrites en bungo, tot i que actualment s'està intentant modernitzar-ne la llengua). La gramàtica i el vocabulari bungo s'utilitzen ocasionalment en el japonès modern per efecte, i la poesia de forma fixada com Haiku i Tanka s'escriu principalment en aquesta forma.
En l'era Meiji (1868-1912), alguns autors van començar a utilitzar la forma col·loquial de la llengua en la seva literatura. Seguint la política de govern després de la Segona Guerra Mundial, la forma estàndard de llengua japonesa contemporània és utilitzada per la majoria de literatura publicada des de la dècada de 1950. La llengua estàndard es basa en la llengua col·loquial de l'àrea de Tòquio, i la seva estilística literària en forma educada difereix poc del seu discurs formal. Característiques notables de llengua literària en el japonès contemporani inclouria un ús més freqüent de paraules d'origen xinès, menys ús d'expressions no acceptades per la gramàtica prescriptiva com "ら抜き言葉", i ús de formes normals no-corteses ("-だ/-である"), estil que és rarament utilitzat en llenguatge col·loquial.

### Llatí
El llatí clàssic era el registre literari utilitzat en escriptura des del 75 aC fins al segle iii, mentre que el llatí vulgar era la varietat comuna, parlada utilitzat arreu de l'Imperi Romà. El llatí portat per soldats Romans a Gàl·lia, Hispània, o Dàcia no va ser idèntica al llatí de Ciceró, i diferien en vocabulari, sintaxi, i gramàtica. Algunes obres literàries amb llenguatge de registre baix del període llatí clàssic fan una picada d'ull al llatí vulgar primerenc. Les obres de Plaute i Terenci, comèdies on apareixen personatges que eren esclaus, conserva algun tret basilectal primerenc del llatí, com per exemple el discurs documentat del llibert del Satíricon de Petroni. Al tercer Concili de Tours, el 813, es va demanar als sacerdots que prediquessin en la llengua vernacla —és a dir, en rustica lingua romanica (llatí vulgar), o en les llengües vernacles germàniques—, ja que les persones comunes ja no podien entendre el llatí formal.

### Tibetà
El tibetà clàssi era el registre alt utilitzat universalment per tots els tibetans, i les diverses llengües tibetanes mútuament inintel·ligibles servien com a llengua vernacle registre baix, com el tibetà central de Ü-Tsang, el de Kham, el de Amdo, Ladakhi llengua en Ladakh i Dzongkha dins Bhutan. El tibetà clàssic s'utilitzava per propòsits oficials i religiosos, com els textos religiosos budistes tibetans, com és ara el cànon budista tibetà, i ensenyava i s'aprenia en monestirs i escoles de les regions tibetanes budistes.
Ara, l'estàndard tibetà, basat en el dialecte de Lhasa, serveix com el registre alt a la Xina. Al Bhutan, la llengua tibetana Dzongkha ha estat estandarditzada i ha reemplaçat el tibetà clàssic en l'àmbit administratiu i en l'educació. A Ladakh, la llengua oficial estàndard apresa són ara les llengües Hindi-Urdu i l'anglès, i a Baltistan, el Balti (llengia tibetana) serveix com el registre baix i l'Urdu és la llengua oficial.